# توماس بيل (روائي)
توماس بيل (بالإنجليزية: Thomas Bell)‏‏ (7 مارس 1903 - 17 يناير 1961 )؛ روائي من الولايات المتحدة.

## روابط خارجية
- توماس بيل على موقع قاعدة بيانات برودواي على الإنترنت (الإنجليزية)